# Gary Irvine
Gary Irvine (Bellshill, 17 marzo 1985) è un allenatore di calcio e calciatore scozzese, difensore del Forfar Athletic.

## Caratteristiche tecniche
Terzino destro, può giocare come esterno destro o come centrocampista centrale.

## Carriera

### Club
Ha giocato nella prima divisione scozzese.

### Nazionale
Ha giocato nella nazionale scozzese Under-21.

## Palmarès

### Club

#### Competizioni nazionali
- Scottish Challenge Cup: 1

St. Johnstone: 2007-2008
- Scottish Championship: 3

Dundee: 2008-2009, 2013-2014
St. Mirren: 2017-2018